# Marie Françoise Corot
Pour les articles homonymes, voir Corot.
Marie Françoise Oberson, épouse Corot, née le 15 décembre 1768 à Versailles et morte le 27 février 1851 à Paris, est une marchande de modes française du XIXe siècle,,.

## Biographie
Marie Françoise Corot naît le 15 décembre 1768 à Versailles du mariage en 1764, également à Versailles, de Jean Baptiste Claude Antoine Oberson et de Marie Julie Serre. Son père, né en 1737 à Villariaz en Suisse, est garde suisse du Roy au château de Versailles puis à la chapelle du Grand Commun, et marchand de vins au Grand Commun. Sa mère est née à Versailles où son père était garde suisse,.
Le 17 floréal an I (6 mai 1793), elle épouse à Paris, Jacques Louis Corot, né en 1771 à Paris,. De ce mariage naissent trois enfants : Octavie, Victoire-Anne et le futur peintre Camille Corot,. En raison de son métier, elle met son fils en nourrice, puis le reprend trois ans plus tard lorsqu'elle accouche de son troisième enfant.
Elle ouvre un magasin de chapeaux qui devient connu à Paris, situé rue du Bac et « fréquenté par tout ce que Paris comptait d'élégantes ». Elle est entourée de quelques ouvrières. Sa maison est la rivale de celle de la fameuse madame Herbault, la modiste de Joséphine. 
Son fils, Camille Corot, réalise un portrait d'elle, alors qu'elle a une quarantaine d'années.
Elle meurt à Paris le 27 février 1851.